# دیوید واکر
دیوید واکر (به انگلیسی: David Walker) (زاده ۳۱ دسامبر ۱۹۳۹) کارآفرین، بانکدار و مدیر ارشد اجرایی بریتانیایی است، که در حال حاضر به‌عنوان رییس هیئت مدیره بانک بارکلیز فعالیت می‌نماید.
واکر دو دوره در فاصله سال‌های ۱۹۹۵ تا ۲۰۰۱ و ۲۰۰۴ تا ۲۰۰۵ ریاست هیئت مدیره بانک آمریکایی مورگان استنلی را بر عهده داشت. وی سابقه مدیریت در بانک انگلستان، صندوق بین‌المللی پول و لویدز بانک را در کارنامه خود دارد.
واکر به عنوان مشاور مالی با شرکت‌های لگال اند جنرال، لویدز لندن، رویترز و بورس لندن نیز همکاری داشته‌است.